# Carl Sunkel
Carl Jacob Sunkel (* 18. September 1809 in Bad Hersfeld; † 8. Juni 1864 ebenda) war ein deutscher Kaufmann und Mitglied der Zweiten Kammer der kurhessischen Ständeversammlung.

## Leben
Carl Sunkel wurde als Sohn des Justus Sunkel und dessen Ehefrau Philippine Bretthauer geboren. Er erlernte den Beruf des Kaufmanns, war in Hersfeld tätig und politisch engagiert. Er wurde Mitglied des Hersfelder Stadtrates und hatte von 1845 bis 1850 ein Mandat für die Zweite Kammer der kurhessischen Ständeversammlung und war von 1862 bis 1864 als Nachfolger von Ludwig Kempf in dem Parlament.
Dies wurde nach den Unruhen im Jahre 1830 zum Zweck der Beratung und Verabschiedung einer Verfassung gebildet und hatte bis 1866 Bestand, als das Land Hessen durch Preußen annektiert wurde.